# أندرياس لووه
أندرياس لووه (بالإنجليزية: Andreas Loewe) هو مؤرخ أسترالي، ولد في 27 فبراير 1973 في ميونخ في ألمانيا.